# Il bugiardo (Corneille)
Il bugiardo è un'opera teatrale in cinque atti in versi alessandrini di Corneille, scritta nel 1644 e rappresentata per la prima volta lo stesso anno nel Teatro del Marais di Parigi. 
La commedia, che si ispirava a La verdad sospechosa del messicano Juan Ruiz de Alarcón, fu un grande successo di pubblico ed ebbe influenza anche sul successivo stile di Molière. 
Nel 1645, l'autore scrisse anche un secondo capitolo, Il seguito del Bugiardo, che però non ebbe alcun riscontro di pubblico.
All'opera si ispirò anche Carlo Goldoni per la stesura della sua commedia Il bugiardo (1750).

## Trama
Dorante, bugiardo incallito, s'innamora di Clarice, credendola - per un fraintendimento - Lucrezia. Per conquistare la sua amata, Dorante si infila in un ginepraio di bugie che metteranno a dura prova anche il rapporto con il suo più caro amico, Alcippe. Tutto si risolverà felicemente solo alla fine, quando Dorante si deciderà a dire tutta la verità.

## Poetica
L'opera, che in alcuni punti sembra parodiare alcuni passaggi della più famosa commedia Il Cid dello stesso Corneille, rappresenta l'ultima commedia barocca dell'autore: gaia e spigliata , è una commedia di carattere che fra intrecci, inganni ed equivoci, riesce brillantemente ad evocare le menzogne e le dissolutezza del costume dell'epoca.